# Écrivain du peuple de la RSS d'Estonie
 (signalé en juillet 2025).
Si vous disposez d'ouvrages ou d'articles de référence ou si vous connaissez des sites web de qualité traitant du thème abordé ici, merci de compléter l'article en donnant les références utiles à sa vérifiabilité et en les liant à la section « Notes et références ».
- Archive Wikiwix
- Bing
- Cairn
- DuckDuckGo
- E. Universalis
- Gallica
- Google
- G. Books
- G. News
- G. Scholar
- Persée
- Qwant
- (zh) Baidu
- (ru) Yandex
- (wd) trouver des œuvres sur Wikidata

Le titre d'Écrivain du peuple de la RSS d'Estonie est un titre honorifique fondé en 1941 par la République socialiste soviétique d'Estonie.
Le prix est décerné de 1945 à 1985 par le Présidium du Soviet suprême de la RSS d'Estonie (et).

## Lauréats
- 1945 : Oskar Luts
- 1946 : Friedebert Tuglas
- 1947 : August Jakobson
- 1954 : Anna Haava
- 1957 : Karl Ernst Särgava
- 1964 : Johannes Semper
- 1965 : Aadu Hint, Juhan Smuul
- 1971 : Debora Vaarandi
- 1972 : Erni Krusten, Paul Kuusberg, Mart Raud
- 1981 : Betti Alver
- 1985 : Jaan Kross